# لا تولا
لا تولا (انگلیسی: La Tola) نام شهری در کشور کلمبیا است.